# American Association of Immunologists
Die American Association of Immunologists (AAI) ist eine in den USA bestehende Vereinigung von Ärzten, Naturwissenschaftlern und Studenten, die im Bereich der Immunologie und angrenzenden Wissenschaftsdisziplinen tätig sind. Sie wurde 1913 gegründet und ist mit etwa 7.600 Mitgliedern in rund 60 Ländern die größte immunologische Fachgesellschaft weltweit. Die AAI gibt mit dem Journal of Immunology eine der renommiertesten Fachzeitschriften im Bereich der Immunologie heraus und verleiht in Anerkennung wissenschaftlicher Leistungen eine Reihe von Preisen und Ehrungen. Oberstes Organ der Gesellschaft ist das aus acht Personen bestehende und von den Mitgliedern der AAI gewählte Council. Darüber hinaus bestehen für verschiedenen Aktivitäten zwölf ständige Komitees. Der Sitz der Gesellschaft ist Bethesda, Maryland.

## Präsidenten
- Gerald B. Webb (1913–1915)[1]
- James W. Jobling (1915–1916)[2]
- Richard Weil (1916–1917)[3]
- John A. Kolmer (1917–1918)[4]
- William Hallock Park (1918–1919)[5]
- Hans Zinsser (1919–1920)[6]
- Rufus Cole (1920–1921)[7]
- Frederick P. Gay (1921–1922)[8]
- George W. McCoy (1922–1923)[9]
- H. Gideon Wells (1923–1924)[10]
- Frederick George Novy (1924–1925)[11]
- Wilfred H. Manwaring (1925–1926)[12]
- Ludvig Hektoen (1926–1927)[13]
- Karl Landsteiner (1927–1928)[14]
- Eugene Lindsay Opie (1928–1929)[15]
- Oswald Avery (1929–1930)[16]
- Stanhope Bayne-Jones (1930–1931)[17]
- Alphonse Dochez (1931–1932)[18]
- Augustus B. Wadsworth (1932–1933)[19]
- Thomas Milton Rivers (1933–1934)[20]
- Francis Gilman Blake (1934–1935)[21]
- Warfield T. Longcope (1935–1936)[22]
- Sanford B. Hooker (1936–1937)[23]
- Carl TenBroeck (1937–1938)[24]
- Donald T. Fraser (1938–1939)[25]
- George P. Berry (1939–1940)[26]
- Karl Friedrich Meyer (1940–1941)[27]
- Paul R. Cannon (1941–1942)[28]
- Jacques J. Bronfenbrenner (1942–1946)[29]
- Michael Heidelberger (1946–1947)[30]
- Lloyd D. Felton (1947–1948)[31]
- Michael Heidelberger2 (1948–1949)[32]
- Thomas Francis junior (1949–1950)[33]
- Geoffrey Edsall (1950–1951)[34]
- Colin Munro MacLeod (1951–1952)[35]
- John Franklin Enders (1952–1953)[36]
- Thomas P. Magill (1953–1954)[37]
- Alwin Max Pappenheimer (1954–1955)[38]
- Jules T. Freund (1955–1956)[39]
- Merrill Chase (1956–1957)[40]
- John H. Dingle (1957–1958)[41]
- Joseph Edward Smadel (1958–1959)[42]
- William C. Boyd (1959–1960)[43]
- Albert H. Coons (1960–1961)[44]
- Rebecca Lancefield (1961–1962)[45]
- Werner Henle (1962–1963)[46]
- F. Sargent Cheever (1963–1964)[47]
- Harry Eagle (1964–1965)[48]
- Elvin A. Kabat (1965–1966)[49]
- Edwin H. Lennette (1966–1967)[50]
- Frank Horsfall (1967–1968)[51]
- Herman N. Eisen (1968–1969)[52]
- Karl Habel (1969–1970)[53]
- Byron H. Waksman (1970–1971)[54]
- Frank J. Dixon (1971–1972)[55]
- Dan H. Campbell (1972–1973)[56]
- Baruj Benacerraf (1973–1974)[57]
- Henry G. Kunkel (1974–1975)[58]
- Robert A. Good (1975–1976)[59]
- Manfred M. Mayer (1976–1977)[60]
- K. Frank Austen (1977–1978)[61]
- David Talmage (1978–1979)[62]
- Irwin H. Lepow (1979–1980)[63]
- D. Bernard Amos (1980–1981)[64]
- Hugh McDevitt (1981–1982)[65]
- Marian Koshland (1982–1983)[66]
- Jonathan W. Uhr (1983–1984)[67]
- Kimishige Ishizaka (1984–1985)[68]
- Barry R. Bloom (1985–1986)[69]
- William E. Paul (1986–1987)[70]
- Donald C. Shreffler (1987–1988)[71]
- Max D. Cooper (1988–1989)[72]
- Geertruida Jeanette Thorbecke (1989–1990)[73]
- Alfred Nisonoff (1990–1991)[74]
- Henry Metzger (1991–1992)[75]
- Frank W. Fitch (1992–1993)[76]
- Ellen Vitetta (1993–1994)[77]
- Irving Weissman (1994–1995)[78]
- Richard W. Dutton (1995–1996)[79]
- Katherine L. Knight (1996–1997)[80]
- Charles Janeway (1997–1998)[81]
- Jonathan Sprent (1998–1999)[82]
- Roger Perlmutter (1999–2000)[83]
- Philippa Marrack (2000–2001)[84]
- James P. Allison (2001–2002)[85]
- Paul W. Kincade (2002–2003)[86]
- Laurie H. Glimcher (2003–2004)[87]
- Susan L. Swain (2004–2005)[88]
- Paul M. Allen (2005–2006)[89]
- Lewis L. Lanier (2006–2007)[90]
- Olivera J. Finn (2007–2008)[91]
- Arthur Weiss (2008–2009)[92]
- Betty Diamond (2009–2010)[93]
- Jeffrey A. Frelinger (2010–2011)[94]
- Leslie J. Berg (2011–2012)[95]
- Gail A. Bishop (2012–2013)[96]
- Marc K. Jenkins (2013–2014)[97]
- Linda A. Sherman (2014–2015)[98]
- Dan R. Littman (2015–2016)[99]
- Arlene Sharpe (2016–2017)[100]
- Wayne M. Yokoyama (2017–2018)[101]
- JoAnne L. Flynn (2018–2019)[102]
- Jeremy M. Boss (2019–2020)[103]
- Jenny P.-Y. Ting (2020–2021)[104]